# Alluminato di potassio
L'alluminato di potassio è il sale di potassio dell'acido alluminico.
La sua formula bruta è KAlO2.
È un sale alcalino utilizzato, come l'alluminato di sodio, come acceleratore nella solidificazione del cemento.

## Sintesi
Viene prodotto, in modo analogo all'alluminato di sodio, dalla reazione dell'alluminio metallico con una soluzione acquosa di potassa caustica:
{\displaystyle {\ce {2KOH\ +\ 2Al\ +\ 2H2O\to 2KAlO2\ +\ 3H2}}}